# 와미콰 가비
와미카 가비(힌디어: वामिका गब्बी, 영어: Wamiqa Gabbi, 1993년 9월 29일 ~ )는 인도의 배우이다.